# Episodi di Peter Gunn (seconda stagione)
La seconda stagione della serie televisiva Peter Gunn è andata in onda negli Stati Uniti dal 21 settembre 1959 al 27 giugno 1960 sulla NBC.
| nº | Titolo originale         | Prima TV USA      |
| -- | ------------------------ | ----------------- |
| 1  | Protection               | 21 settembre 1959 |
| 2  | Crisscross               | 28 settembre 1959 |
| 3  | Edge of the Knife        | 5 ottobre 1959    |
| 4  | The Comic                | 12 ottobre 1959   |
| 5  | Death Is a Red Rose      | 19 ottobre 1959   |
| 6  | The Young Assassins      | 26 ottobre 1959   |
| 7  | The Feathered Doll       | 2 novembre 1959   |
| 8  | Kidnap                   | 16 novembre 1959  |
| 9  | The Rifle                | 23 novembre 1959  |
| 10 | The Game                 | 30 novembre 1959  |
| 11 | The Price Is Murder      | 7 dicembre 1959   |
| 12 | The Briefcase            | 14 dicembre 1959  |
| 13 | Terror on the Campus     | 21 dicembre 1959  |
| 14 | The Wolfe Case           | 28 dicembre 1959  |
| 15 | Hot Money                | 4 gennaio 1960    |
| 16 | Spell of Murder          | 11 gennaio 1960   |
| 17 | The Grudge               | 18 gennaio 1960   |
| 18 | Fill the Cup             | 25 gennaio 1960   |
| 19 | See No Evil              | 1º febbraio 1960  |
| 20 | Sentenced                | 8 febbraio 1960   |
| 21 | The Hunt                 | 15 febbraio 1960  |
| 22 | Hollywood Calling        | 29 febbraio 1960  |
| 23 | Sing a Song of Murder    | 7 marzo 1960      |
| 24 | The Long, Long Ride      | 14 marzo 1960     |
| 25 | The Deadly Proposition   | 21 marzo 1960     |
| 26 | The Murder Clause        | 28 marzo 1960     |
| 27 | The Dummy                | 4 aprile 1960     |
| 28 | Slight Touch of Homicide | 11 aprile 1960    |
| 29 | Wings of an Angel        | 18 aprile 1960    |
| 30 | Death Watch              | 25 aprile 1960    |
| 31 | Witness in the Window    | 2 maggio 1960     |
| 32 | The Best Laid Plans      | 9 maggio 1960     |
| 33 | Send a Thief             | 16 maggio 1960    |
| 34 | The Semi-Private Eye     | 23 maggio 1960    |
| 35 | Letter of the Law        | 30 maggio 1960    |
| 36 | The Crossbow             | 6 giugno 1960     |
| 37 | The Heiress              | 13 giugno 1960    |
| 38 | Baby Shoes               | 27 giugno 1960    |

## Protection
- Prima televisiva: 21 settembre 1959
- Diretto da: Boris Sagal
- Scritto da: Tony Barrett, Lewis Reed

### Trama
- Guest star: Sheldon Allman (Clegg), Val Avery (Hood), Dale van Sickel (bandito), Mickey Morton (Giant), Cyril Delevanti (Owl), Bill Chadney (Emmett Ward)

## Crisscross
- Prima televisiva: 28 settembre 1959
- Diretto da: Boris Sagal
- Scritto da: Lewis Reed

### Trama
- Guest star: Howard Dayton (Willie), Nina Roman (Carlotta), Al Cavens (Bank Guard), Haile Chace (Mr. Lyles), Ted Knight (Poole), Johnny Seven (Carlo), Sylvia Lewis (Barbara Fowler), Leonard Graves (George Morrell), Bill Chadney (Emmett Ward)

## Edge of the Knife
- Prima televisiva: 5 ottobre 1959
- Diretto da: Boris Sagal
- Scritto da: Steffi Barrett, Tony Barrett

### Trama
- Guest star: Ted Stanhope (Kling), James Forster (cuoco), Phil Arnold (Bum), Donald Kerr (guardiano), Vladimir Sokoloff (Victor Majeski), Jeanne Bates (Ellen Majeski), Ben Wright (dottor Snyder), Frank Leo (Marty), Hope Summers (Leather), Don Orlando (Guido), Bill Chadney (Emmett Ward)

## The Comic
- Prima televisiva: 12 ottobre 1959
- Diretto da: Blake Edwards
- Scritto da: Blake Edwards

### Trama
- Guest star: Tony Barrett (dottore), Patricia Donahue (Ann Holland), Sid Kane (proprietario club Owner), Pete Candoli (Trumpeteer), Shelley Berman (Danny Holland), Clem Fuller (vagabondo)

## Death Is a Red Rose
- Prima televisiva: 19 ottobre 1959
- Diretto da: Boris Sagal
- Soggetto di: Blake Edwards

### Trama
- Guest star: Clegg Hoyt (barista), Adeline De Walt Reynolds (Flower Lady), Alvin Hammer (Gimpy), Shari Robinson (Jeanie), Don Keefer (John Alastair), Jesslyn Fax (Belle Decanto), Vito Scotti (Herman Klip), Henry Beckman (Jules Burnett), Jack Shea (Drago)

## The Young Assassins
- Prima televisiva: 26 ottobre 1959
- Diretto da: Boris Sagal
- Scritto da: Tony Barrett, Lewis Reed

### Trama
- Guest star: Marc Cavell (Clip), Don Easton (Johnny Mays), Joseph Sullivan (Charlie Mays), Joel Fricano (Dills), Lili Valenty (Tallulah)

## The Feathered Doll
- Prima televisiva: 2 novembre 1959
- Diretto da: Boris Sagal
- Soggetto di: Blake Edwards

### Trama
- Guest star: Tom Holland (Bart Kendall), John Marley (Jake Curlan), Emile Meyer (Scratch), Peggy Maley (Ann), Eddie Firestone (Ed Wilkins), Rupert Rizzonelli (sergente)

## Kidnap
- Prima televisiva: 16 novembre 1959
- Diretto da: Boris Sagal
- Soggetto di: Blake Edwards

### Trama
- Guest star: Dick Crockett (Lew Baxter), Morris Erby (sergente Davis), John Lawrence (Bert Fisher), Don Diamond (Manuel), Jeanne Tatum (cameriera), Angus Duncan (ufficiale), Will J. White (Les), Frank Albertson (capitano Clark), Pete Candoli (Dean), Richard Bakalyan (Chino Amalo), Perry Ivins (dottor Gorse), Carmen Phillips (Mary Whitney)

## The Rifle
- Prima televisiva: 23 novembre 1959
- Diretto da: George Stevens Jr.
- Soggetto di: Blake Edwards

### Trama
- Guest star: Bill Chadney (Emmett), Burt Mustin (tassista), Joseph Ruskin (scagnozzo), George Selk (direttore funerale), Wolfe Barzell (Janos Kolanski), Edit Angold (Anna Erlich), Paul Comi (William Erlich), Howard Ledig (Albert), Irwin Berke (commesso), Saul Gorss (scagnozzo)

## The Game
- Prima televisiva: 30 novembre 1959
- Diretto da: Boris Sagal
- Soggetto di: Lester Pine, Louis Horowitz

### Trama
- Guest star: Bill Chadney (Emmett), Vito Scotti (Herman Klip), Clegg Hoyt (ospite di Pete), Herb Ellis (Wilbur), Robert Emhardt (Mr. Nickerman), Eddie Ryder (Benny Sicotta), Sam Edwards (Jack Shap), Jack Petruzzi (Mack Borden), Pitt Herbert (Hal), John Damler (detective), Walter Reed (avvocato), Billy Barty (Babby), Capri Candela (Capri)

## The Price Is Murder
- Prima televisiva: 7 dicembre 1959
- Diretto da: Boris Sagal
- Soggetto di: Blake Edwards

### Trama
- Guest star: Hal Smith (Venuto), Harry Tyler (Landlord), Norman Leavitt (Derelect), John Cliff (poliziotto), Robert Carricart (Charlie Walsh), Dennis Patrick (Bobby Wells), J. Pat O'Malley (Pithias), Tenen Holtz (Mr. Weinberg), James Parnell (pompiere)

## The Briefcase
- Prima televisiva: 14 dicembre 1959
- Diretto da: Blake Edwards
- Scritto da: Lester Pine

### Trama
- Guest star: Howard Caine (Rafael Blanco), Joe Sawyer (Sam Granger), Tom Monroe (uomo massiccio), Tony Mafia (Helmer), Barbara Stuart (Lavinia Cooper), Ollie O'Toole (facchino)

## Terror on the Campus
- Prima televisiva: 21 dicembre 1959
- Diretto da: Boris Sagal
- Scritto da: Lewis Reed, Tony Barrett

### Trama
- Guest star: Nancy Millard (Dora Miles), Tom McKee (professore Caldwell), Maggie Pierce (Carol), Charles Bateman (Tomkins), Anne Seymour (Dean Norse), Anne Neyland (Jean Clayton), Peter Brocco (professore Cleater), Patricia Marlowe (infermiera)

## The Wolfe Case
- Prima televisiva: 28 dicembre 1959
- Diretto da: Lamont Johnson
- Soggetto di: Blake Edwards

### Trama
- Guest star: Evan MacNeil (Nancy Fowler), Wilton Graff (George Wolfe), Bill Hickman (Max), Frank Richards (Gus), Norma Crane (Edna Wolfe), Phillip Pine (Eddie Winkler), Bill Chadney (Emmett)

## Hot Money
- Prima televisiva: 4 gennaio 1960
- Diretto da: Alan Crosland, Jr.
- Scritto da: Lester Pine

### Trama
- Guest star: Mina Vaughn (Sally), Francis DeSales (procuratore distrettuale), George Barrows (teppista), Pamela Duncan (Angie), Dan Barton (Louis Anza), Ken Lynch ("Shoes" Shoemaker), Morris Erby (sergente Davis)

## Spell of Murder
- Prima televisiva: 11 gennaio 1960
- Diretto da: Lamont Johnson
- Soggetto di: Blake Edwards

### Trama
- Guest star: Mary Gregory (Alma Victor), Stephen Joyce (Ralph Logan), Larry J. Blake (proprietario del Caffè), Charles Calvert (barista (Bernie), Malcolm Atterbury (Arnold Simpson), Cynthia Leighton (Jane Simpson), Ben Hammer (Prof. John Wyler), Ruth Perrott (padrona di casa)

## The Grudge
- Prima televisiva: 18 gennaio 1960
- Diretto da: Lamont Johnson
- Soggetto di: Blake Edwards

### Trama
- Guest star: Morris Erby (sergente Davis), Mary Alan Hokanson (infermiera Anders), Bill Chadney (Emmett Ward), Joe Bassett (dottor Carter), Robert Gist (Miles Spence), Edgar Stehli (Harry Lee), Dee Thompson (Veronica), Connie Davis (Happy), Alexander Lockwood (dottor Albert Lockwood), Byron Kane (Barney)

## Fill the Cup
- Prima televisiva: 25 gennaio 1960
- Diretto da: Boris Sagal
- Scritto da: Lewis Reed, Tony Barrett

### Trama
- Guest star: Henry Corden (barista), Bill Quinn (Harry), Vivian Marshall (donna ubriaca), John Indrisano (barista), John McIntire (Wilson Getty), Holly McIntire (Barbara Getty), David Hoffman (proprietario), Anthony Jochim (ubriaco)

## See No Evil
- Prima televisiva: 1º febbraio 1960
- Diretto da: Alan Crosland, Jr.
- Soggetto di: Blake Edwards

### Trama
- Guest star: Alma Lawton (supervisore), Tor Johnson (Bruno), Dennis Moore (Mertons), Rand Brooks (Hanson), Walter Burke (Cliffie Thomas), Lou Krugman (Al Brenners), Benny Rubin (Igor), John Sebastian (Vic Stringer), Jon Lormer (giudice), Sue England (centralinista)

## Sentenced
- Prima televisiva: 8 febbraio 1960
- Diretto da: Lamont Johnson
- Scritto da: Lewis Reed

### Trama
- Guest star: George Eldredge (giudice Raymond Doan), Baynes Barron (Marty Rizzo), Don Brodie (impiegato di corte), John Frank Rosenblum (dispatcher), Robert Ellenstein (John Pauley), George Keymas (Joe Krosky), Ned Glass (Sylvester), Peter Adams (Rinehart), Dick Geary (teppista)

## The Hunt
- Prima televisiva: 15 febbraio 1960
- Diretto da: Jack Arnold
- Soggetto di: Blake Edwards

### Trama
- Guest star: Tony De Mario (Boss), Gordon Oliver (killer), Ralph Moody (Jethro), Charles Wagenheim (vagabondo), Ella Ethridge (moglie)

## Hollywood Calling
- Prima televisiva: 29 febbraio 1960
- Diretto da: Alan Crosland, Jr.
- Scritto da: Ben Perry, Richard Sokolove

### Trama
- Guest star: Sid Melton (Jerry), Tracey Roberts (Louise), LaRue Farlow (Car Hop), Terry Frost (direttore), Harry Lauter (Nonamaker), Mark Houston (Frankie Burns)

## Sing a Song of Murder
- Prima televisiva: 7 marzo 1960
- Diretto da: Lamont Johnson
- Scritto da: Lewis Reed, Tony Barrett

### Trama
- Guest star: Paul Baxley (Earl Mener), Jan Arvan (Manager (Monte), Byron Kane (Barney), Dick Crockett (Cleaver), Diahann Carroll (Dina Wright), James Edwards (Arnie Kelton), Stanley Adams (Bernie), Bill Chadney (Emmett Ward)

## The Long, Long Ride
- Prima televisiva: 14 marzo 1960
- Diretto da: Alan Crosland, Jr.
- Scritto da: Lewis Reed, Tony Barrett

### Trama
- Guest star: Elisha Cook, Jr. (Snooker), Claudia Barrett (Carole Webber), Darren Dublin (commesso), Gregory Morton (Al Sandville), Robert J. Wilke (Joe Webber), Larry Darr (bodyguard)

## The Deadly Proposition
- Prima televisiva: 21 marzo 1960
- Diretto da: Lamont Johnson
- Scritto da: Lewis Reed, Tony Barrett

### Trama
- Guest star: David White (Amoury Kinett), Shelly Nicholson (Angela Cole), Owen McGiveney (custode), Anthony Eustrel (Mr. Reese), Frank Maxwell (Arthur Cole), George Robotham (Frank Garvey)

## The Murder Clause
- Prima televisiva: 28 marzo 1960
- Diretto da: Boris Sagal
- Scritto da: Lewis Reed, Tony Barrett

### Trama
- Guest star: Charles Wagenheim (George Markle), Bob Hopkins (Clay Summers), Morris Erby (sergente di polizia), Sam Edwards (Andy), James Coburn (Bud Bailey), CeCe Whitney (Helen Bailey), Ralph Neff (ranger)

## The Dummy
- Prima televisiva: 4 aprile 1960
- Diretto da: Lamont Johnson
- Scritto da: Lewis Reed, Tony Barrett

### Trama
- Guest star: Arlene Harris (Mrs. Henderson), Fred Essler (Mr. Ulrich), Kenneth Patterson (dottor Cameron), John Holland (Marvelous Marvon), Dick Beals (Rinaldo), Wally Brown (Artie), Maurice Marsac (Marcel (Marcel Deboit), Dan Tana (maitre d')

## Slight Touch of Homicide
- Prima televisiva: 11 aprile 1960
- Diretto da: Lamont Johnson
- Scritto da: Lewis Reed, Tony Barrett

### Trama
- Guest star: Meg Wyllie (cameriera), Marcel Hillaire (Pierre), Eddie Foster (gangster), Rusty Lane (Arthur Wilkie), Howard McNear (Barnaby), Lillian Bronson (Mrs. Barnaby), Terence de Marney (Sean), Paul Genge (boss), Martin Mason (Edgar)

## Wings of an Angel
- Prima televisiva: 18 aprile 1960
- Diretto da: Lamont Johnson
- Scritto da: Lewis Reed, Tony Barrett

### Trama
- Guest star: Carol Byron (Ellen), Buddy Lewis (Rocky Zino), Charles Buck (ministro/sacerdote), Robert Karnes (Warden Rogers), Sandy Kenyon (Charlie Barnes), Lennie Weinrib (Vince Canell), James Waters (uomo in borghese)

## Death Watch
- Prima televisiva: 25 aprile 1960
- Diretto da: Alan Crosland, Jr.
- Scritto da: Lewis Reed, Tony Barrett

### Trama
- Guest star: Jimsey Somers (Marjorie Miller), Christopher Dark (Paul Conlan), Frank Ferguson (Janitor (Simpkins), Herbert Rudley (procuratore distrettuale Vaughn), Henry Corden (Vladamir)

## Witness in the Window
- Prima televisiva: 2 maggio 1960
- Diretto da: Boris Sagal
- Scritto da: Tony Barrett, Lewis Reed

### Trama
- Guest star: Bruno VeSota (impiegato dell'hotel), Eleanor Audley (Laura Scott), Milton Parsons (barista (Gerard), Ralph Gary (Cal Moreland), Charles Aidman (Anthony Scott), Leatrice Leigh (Marion Venner)

## The Best Laid Plans
- Prima televisiva: 9 maggio 1960
- Diretto da: Alan Crosland, Jr.
- Scritto da: Lewis Reed, Tony Barrett

### Trama
- Guest star: Sterling Holloway (Felony), James Lanphier (Sloane), Forrest Lewis (Grover (Harry Grover), Herb Ellis (Wilbur), Peter Whitney (Josiah), Sandra Giles (ragazza)

## Send a Thief
- Prima televisiva: 16 maggio 1960
- Diretto da: Lamont Johnson
- Soggetto di: Blake Edwards

### Trama
- Guest star: Ottola Nesmith (signora anziana), Don Ross (Billy Reese), Byron Kane (Barney), Saul Gorss (Karnes), Phyllis Avery (Doris Reese Stewart), Billy Barty (Babby), Charles Horvath (Frank Lyles), Bill Chadney (Emmett Ward)

## The Semi-Private Eye
- Prima televisiva: 23 maggio 1960
- Diretto da: Gene Reynolds
- Scritto da: Gene L. Coon

### Trama
- Guest star: Richard Reeves (Jack), Pitt Herbert (Robert Hansen), Mary Benoit (segretario/a), Boyd 'Red' Morgan (Pug), Edward Platt (James Crawford), Wendell Holmes (Janos Thorwald), Judy Bamber (Sugar), Billy Gray (Eric Thorwald)

## Letter of the Law
- Prima televisiva: 30 maggio 1960
- Diretto da: Robert Gist
- Scritto da: Tony Barrett, Lewis Reed

### Trama
- Guest star: Robert Ball (commesso), Robin Raymond (manager), Carey Loftin (Hoodlum), Haile Chace (tecnico), Frank Overton (Henry Lockwood), Andrew Prine (Neil (Neil Lockwood), Lewis Charles (Eddie Desantis), Stanley Adams (Sidney), Baily Harper (Julie Kent), Harvey Perry (teppista)

## The Crossbow
- Prima televisiva: 6 giugno 1960
- Diretto da: Alan Crosland, Jr.
- Scritto da: Lewis Reed, Tony Barrett

### Trama
- Guest star: Theodore Marcuse (Baron), Burt Douglas (Ralph Martin), Irwin Berke (Merrick), Henry Daniell (Arthur Copeland), George Kennedy (Karl), Donald Kerr (Barker)

## The Heiress
- Prima televisiva: 13 giugno 1960
- Diretto da: Robert Gist
- Scritto da: Lewis Reed, Tony Barrett

### Trama
- Guest star: Ned Glass (Sylvester), Selette Cole (Lois Girard), Arthur Lovejoy (Butler), Barry Russo (Frank Loomis), Gage Clarke (Walter C. Girard), Morris Erby (sergente Davis)

## Baby Shoes
- Prima televisiva: 27 giugno 1960
- Diretto da: Paul Stanley
- Scritto da: Tony Barrett, Lewis Reed

### Trama
- Guest star: James Millhollin (Willie Kelso), Don 'Red' Barry (Ernie Graves), Paul Baxley (teppista), Tony De Mario (Curt Beldon), Billy Barty (Babby), Carl Saxe (teppista)